# DNM1

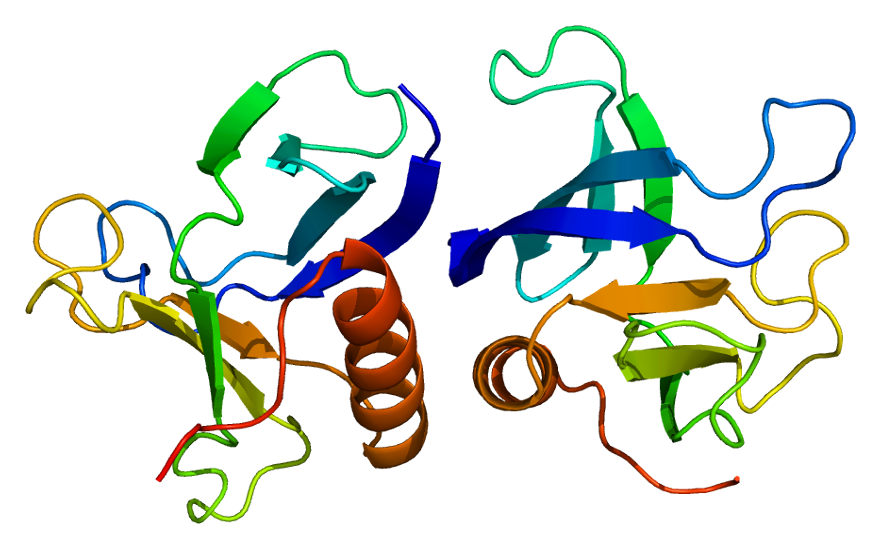
Estructura de la proteína DNM1.

Dynamin-1 es una proteína que en humanos está codificada por el gen DNM1 ubicado en el cromosoma 9 (humano) en la posición 9q34.1.

## Función
Este gen codifica un miembro de la subfamilia dinamina de proteínas de unión a GTP. La proteína codificada posee propiedades mecanoquímicas únicas que se utilizan para tubular y cortar membranas, y está involucrada en la endocitosis mediada por clatrina y otros procesos de tráfico vesicular. La actina y otras proteínas del citoesqueleto actúan como socios de unión para la proteína de codificada, que también puede autoensamblarse y provocar la estimulación de la actividad GTPasa. Más de sesenta copias altamente conservadas de la región 3' de este gen se encuentran en otras partes del genoma, particularmente en los cromosomas Y y 15. Se han descrito variantes de transcripción empalmadas alternativamente que codifican diferentes isoformas.